# جیسون لوپس
جیسون لوپس (انگلیسی: Yeison López; ۱ سپتامبر ۱۹۹۹) وزنه‌بردار اهل کلمبیا است.
وی در مسابقات کشوری و بین‌المللی در مجموع برندهٔ ۶ مدال طلا، ۳ مدال نقره شده است.